# Stazione di Fornaci di Barga
La stazione di Fornaci di Barga è una stazione ferroviaria posta sulla ferrovia Lucca-Aulla a servizio dell'omonima frazione del comune di Barga.

## Storia

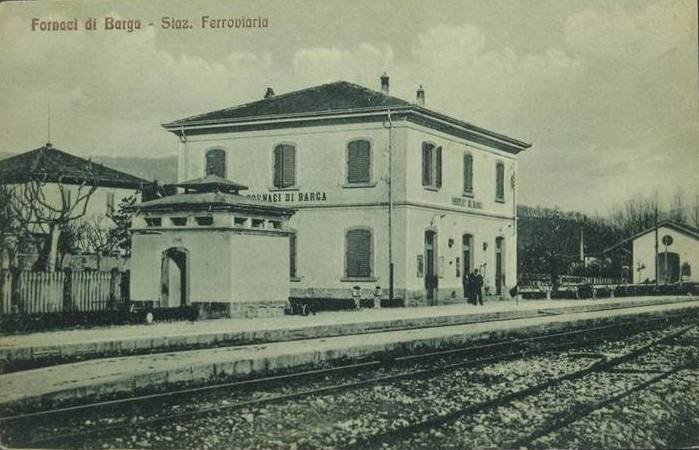
La stazione in una cartolina dei primi del '900

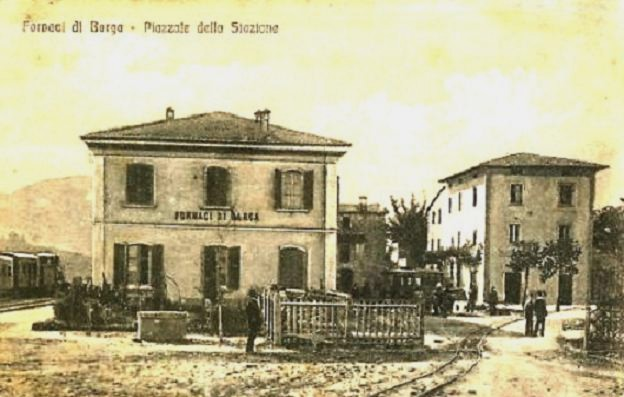
Veduta della stazione in una cartolina d'epoca

La stazione venne inaugurata con la denominazione di "Barga-Fornaci" il 19 marzo 1911, mentre invece il tronco intero Bagni di Lucca-Castelnuovo di Garfagnana, con grandi festeggiamenti, fu inaugurato il 25 luglio successivo.
La stazione, poco tempo dopo la sua inaugurazione, accolse l'arrivo notturno della salma di Giovanni Pascoli diretta verso la casa del poeta in Castelvecchio, il 10 aprile 1912.
L'impianto in passato era importante anche per il traffico merci proveniente da un'industria posta nelle sue vicinanze.
Nel 1999 risultava impresenziata insieme ad altri 25 impianti situati sulla linea.

## Strutture e impianti
La stazione è composta da un fabbricato viaggiatori e da uno per i servizi igienici, da due binari serviti da banchina e da uno scalo merci.
Lo scalo merci non è più utilizzato e disponeva di un magazzino, di un piano caricatore riconvertito in parcheggio, e di un binario tronco che permetteva l'accesso ai convogli.

## Movimento
La stazione è servita dalle relazioni regionali Trenitalia svolte nell'ambito del contratto di servizio stipulato con la Regione Toscana denominato anche "Memorario".

## Servizi
La stazione, che RFI considera di categoria bronze, dispone di:
- Biglietteria a sportello
- Biglietteria automatica
- Servizi igienici